# Honi ha-M'agel

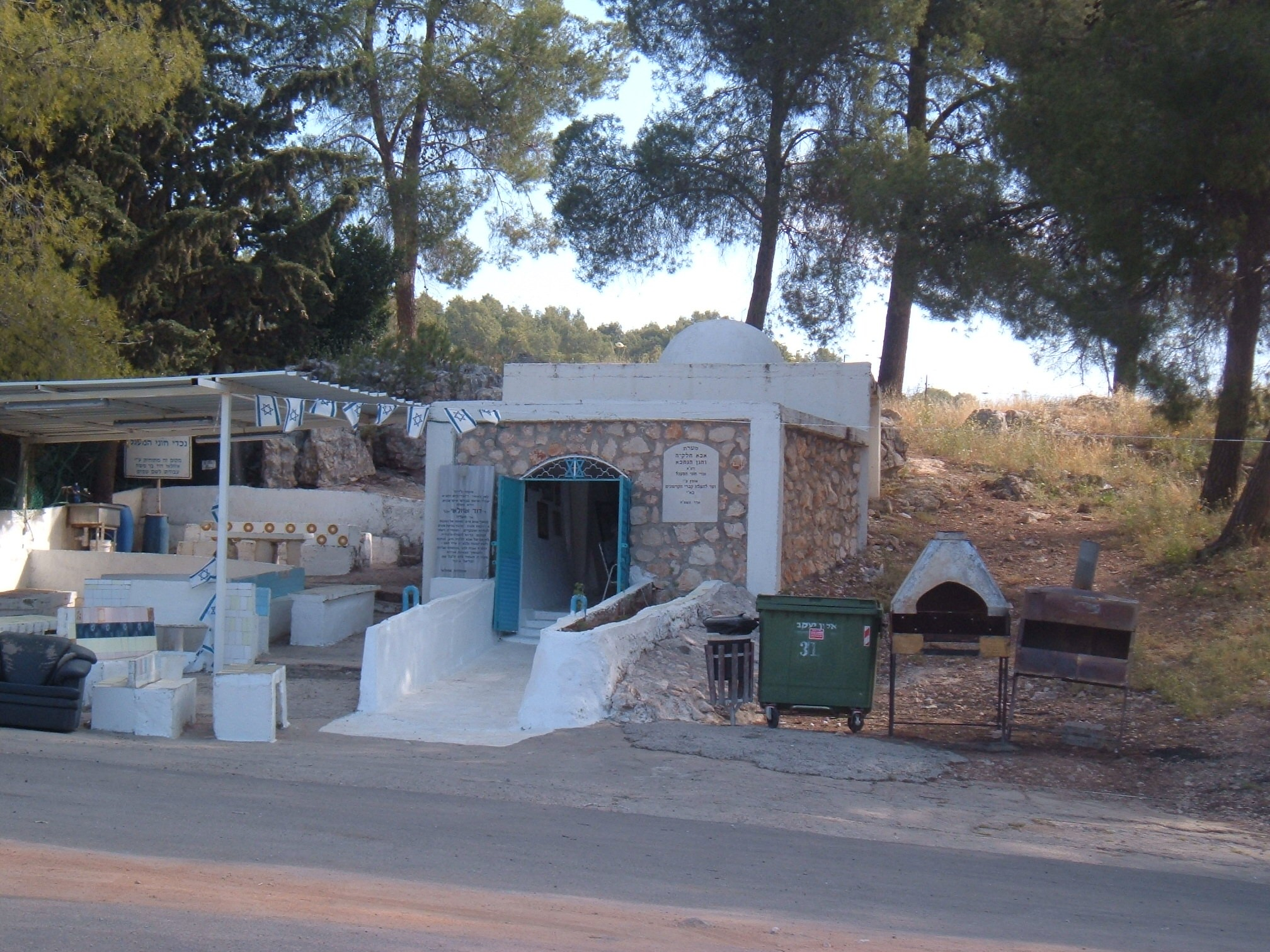
Túmulo de Honi em Israel

Honi Ha-Ma'agel (חוני המעגל Khoni, Choni, ou Honi, HaMa'agel ), (literalmente Honi Desenhador de Círculos, 1º século AC) foi um judeu estudioso antes da idade da tannaim , os estudiosos de cujos ensinamentos surgiu o Mishná.
Durante o 1 º século anterior à era cristã, uma variedade de movimentos religiosos e grupos dissidentes despontou entre os judeus . Fanáticos religiosos ou simples oportunistas apresentavam-se como operadores de milagres na tradição de Elias e Eliseu , profetas do Antigo Testamento. O Talmud fornece alguns exemplos de tais milagreiros, um dos quais é Honi ha-Ma'agel, famoso por sua capacidade de orar com sucesso para provocar chuva.
Em certa ocasião, não tendo Deus enviado chuva abundante no inverno,  ele desenhou um círculo na areia, se pôs dentro dele, e informou a Deus que dali não se moveria até que chovesse. Quando começou a chuviscar, Honi disse a Deus que não estava satisfeito e esperava mais chuva e um forte temporal se precipitou. Honi então falou para Deus  que queria uma chuva calma e a tempestade amainou, dando lugar a uma chuva normal. Por conta de incidente, foi ameaçado de excomunhão (Cherem) pelos sacerdotes do Templo, por ter mostrado "desonra" a Deus. No entanto, Shimon ben Shetach , o irmão de Rainha Shlomtzion , desculpou-o, dizendo que ele era Honi e tinha uma relação especial com Deus.
Existem dois relatos sobre a morte de Honi. No Talmud, ele caíu em um longo sono, para acordar depois de 70 anos. Como ninguém iria acreditar que ele era de fato Honi Ha-Ma'agel, ele orou a Deus e Deus o levou deste mundo. O historiador Flávio Josefo relata o final do Honi no contexto do conflito entre Hyrcanus II , apoiado pelos fariseus e aconselhado por Antipater o Idumaean, e Aristóbulo II , apoiado pelos saduceus . Por volta de 63 AC, Honi foi capturado pelos seguidores de Hircano. que sitiaram Jerusalém e pediram para Honi rezar pelo fim de seus oponentes. Honi, porém, orou: "Senhor do universo, como os sitiados e sitiantes ambos pertencem ao seu povo, peço-lhe para não responder às orações do mal de qualquer um." Depois disso, os seguidores de Hircano o apedrejaram até a morte. O túmulo de Honi está situado perto da cidade de Hatzor HaGlilit, no norte de Israel.